# George Cruikshank
George Cruikshank (n. 27 septembrie 1792, Londra, Regatul Marii Britanii – d. 1 februarie 1878, Londra, Regatul Unit al Marii Britanii și Irlandei) a fost un caricaturist și ilustrator de carte britanic, lăudat ca fiind un „Hogarth modern” în timpul vieții sale. Ilustrațiile sale pentru cărțile prietenului său, Charles Dickens, și pentru mulți alți autori au devenit cunoscute pe plan internațional.

## Primii ani
Cruikshank s-a născut la Londra. Tatăl său, Isaac Cruikshank, era unul dintre cei mai importanți caricaturiști de la sfârșitul anilor 1790, iar George Cruikshank și-a început cariera ca ucenic și asistent al tatălui său.
Fratele său mai mare, Isaac Robert, a urmat, de asemenea, meseria tatălui de caricaturist și ilustrator. George s-a ocupat inițial cu caricatura, dar în 1823, la vârsta de 31 de ani, a început să se concentreze pe ilustrația de carte. El a ilustrat mai întâi, în 1823 traducerea în limba engleză (de Edgar Taylor și David Jardine) a Poveștilor fraților Grimm, publicată în două volume intitulate Povești populare germane.
Pe 16 octombrie 1827 s-a căsătorit cu Mary Ann Walker (1807-1849). La doi ani după moartea ei, pe 7 martie 1851, s-a căsătorit cu Eliza Mendelowitz. Cei doi au locuit pe 263 Hampstead Road, North London.
La moartea lui, s-a descoperit că Cruikshank era tatăl a 11 copii nelegitimi cu o amantă pe nume Adelaide Attree, fosta lui servitoare, care a trăit aproape de locul unde a locuit împreună cu soția sa. Adelaide era oficial căsătorită și obținuse prin căsătorie numele Archibold.

## Ilustrații și caricaturi social-politice
Începutul carierei lui Cruikshank a fost renumită pentru caricaturizarea vieții englezești în publicații populare.
El a dobândit un succes inițial prin colaborarea cu William Hone în satira politică The Political House That Jack Built (1819). 

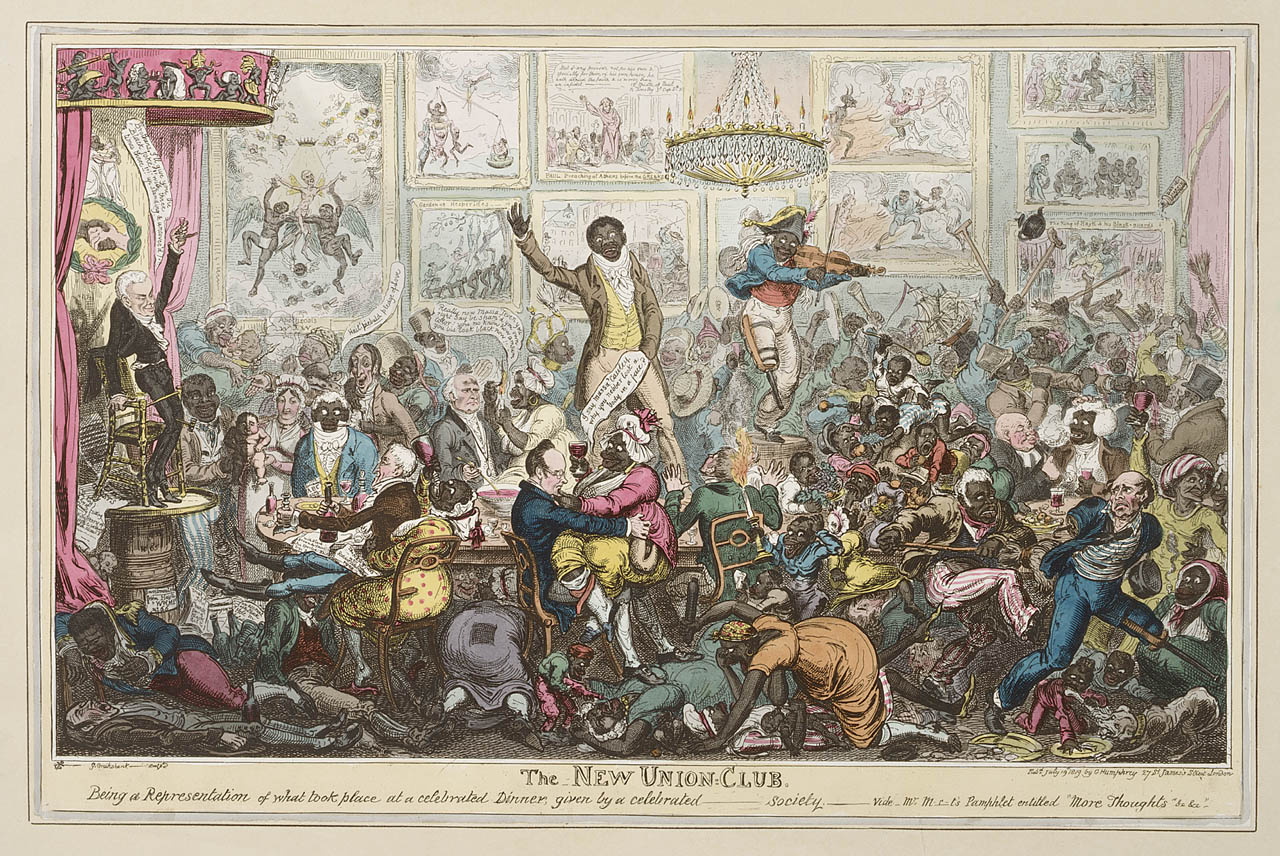
Dineul New Union Club cu musafiri negri

În același an a realizat caricatura anti-aboliționistă New Union Club. El a reprezentat acolo un dineu organizat de aboliționiști la care iau parte musafiri negri.
Prima sa lucrare importantă a fost Pierce Egan's Life in London (1821). Aceasta a fost urmată de The Comic Almanack (1835-1853) și Omnibus (1842).

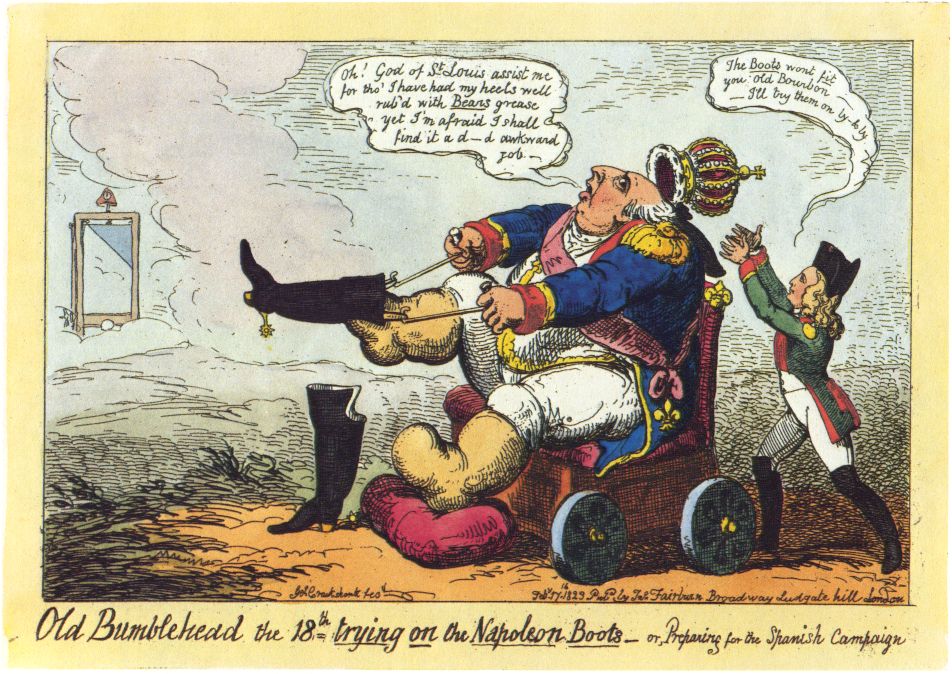
Ludovic al XVIII-lea încercând cizmele lui Napoleon și pregătind campania împotriva Spaniei, 1823

El a dobândit notorietate prin ilustrațiile sale politice care atacau familia regală și politicienii de frunte. În 1820, el a primit o mită regală de 100 de lire pentru angajamentul de „a nu o caricaturiza pe Majestatea Sa” (George al IV-lea al Marii Britanii) „în orice situație jenantă”. Creațiile sale au inclus o personificare a englezului denumit John Bull, care a fost dezvoltat de pe la 1790, în combinație cu alți artiști satirici britanici ca James Gillray și Thomas Rowlandson.

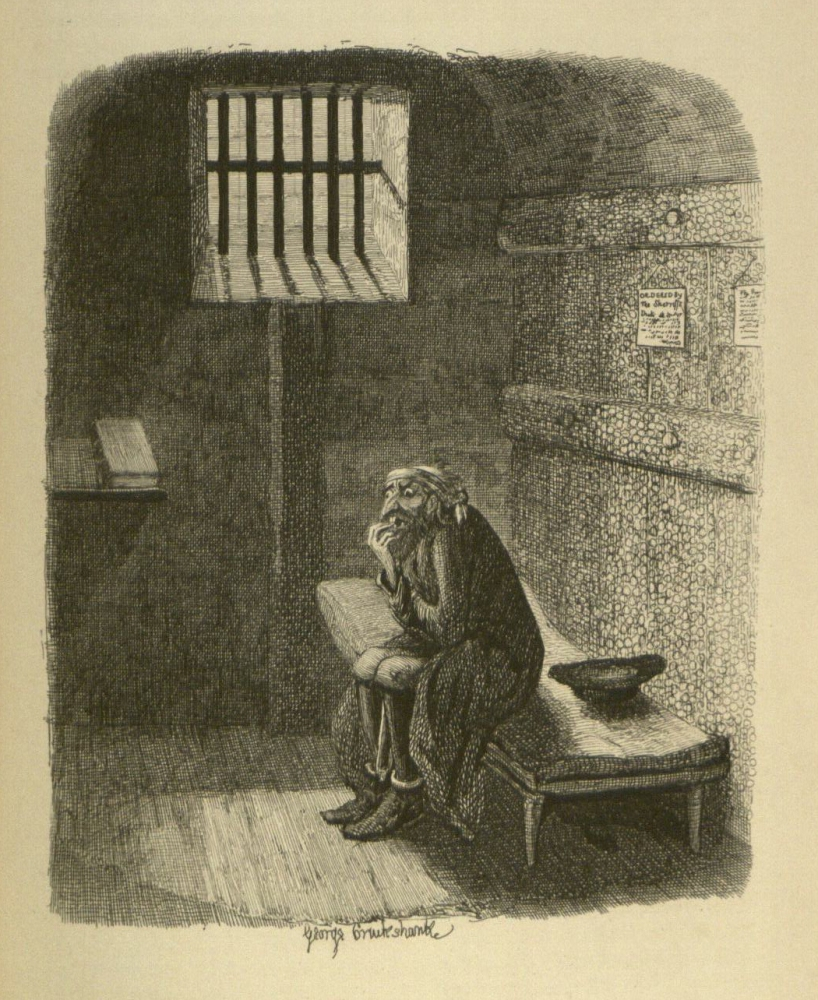
Fagin în celula lui.
Gravură, 1838

## Charles Dickens
Pentru Charles Dickens, Cruikshank a ilustrat cărțile Sketches by Boz (1836), The Mudfog Papers (1837-1838) și Oliver Twist (1838). Cruikshank a jucat chiar în compania de teatru a lui Dickens.
Pe 30 decembrie 1871 Cruikshank a publicat o scrisoare în The Times prin care cerea să i se acorde credit pentru o mare parte a acțiunii romanului Oliver Twist. Scrisoarea a lansat o aprigă controversă cu privire la autorul operei literare. Cruikshank nu a fost primul ilustrator al cărților lui Dickens care a făcut o astfel de cerere. Robert Seymour, care a ilustrat Pickwick Papers, a sugerat că ideea acestui roman i-a aparținut; cu toate acestea, în prefața sa la ediția din 1867, Dickens a negat orice implicare a altei persoane.
Prietenia dintre Cruikshank și Dickens s-a răcit atunci când Cruikshank a devenit un abstinent fanatic care era în opoziție cu atitudinea cumpătată a lui Dickens.

## Ultimii ani
După ce a suferit o paralizie mai târziu, activitatea lui Cruikshank a început să scadă în calitate. El a murit pe 1 februarie 1878 și a fost înmormântat inițial în Cimitirul Kensal Green. În noiembrie 1878 rămășițele sale au fost exhumate și reînhumate în Catedrala St. Paul. Revista Punch, care probabil nu avea cunoștință de vasta sa familie ilegitimă, a scris în necrolog: „nu a existat niciodată un om mai pur, mai simplu sau mai nevinovat. Natura lui a avut ceva copilăresc în transparența sa”. 
În timpul vieții sale el a creat aproape 10.000 gravuri, litografii și ilustrații. Colecții ale lucrărilor sale se află la British Museum și la Victoria and Albert Museum. O placă albastră amplasată de Royal Society of Arts îl comemorează pe Cruikshank în clădirea de pe 293 Hampstead Road din Camden Town.

## Mostre ale creațiilor sale
Viața și opiniile lui Tristram Shandy, gentleman

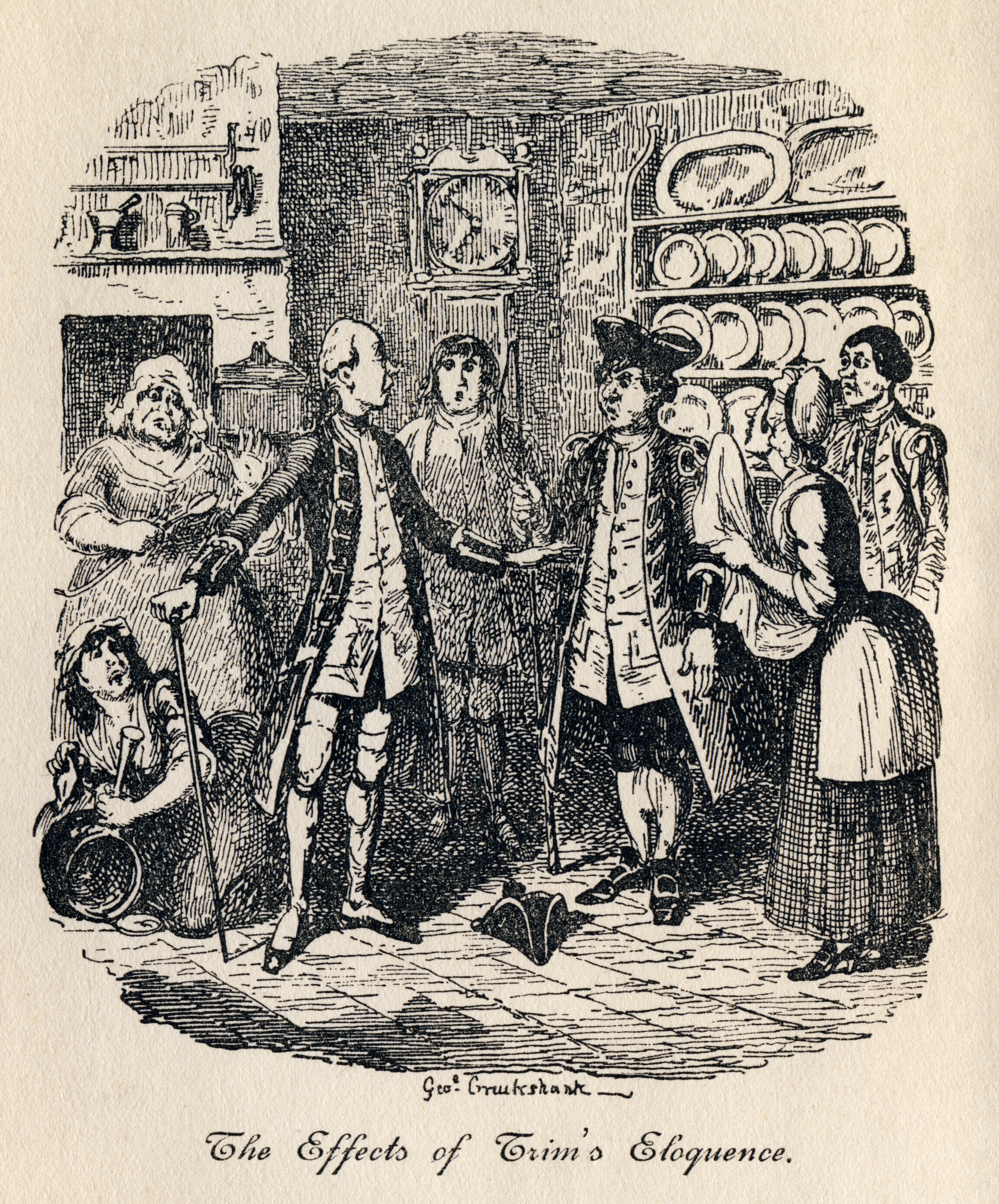
Plate I
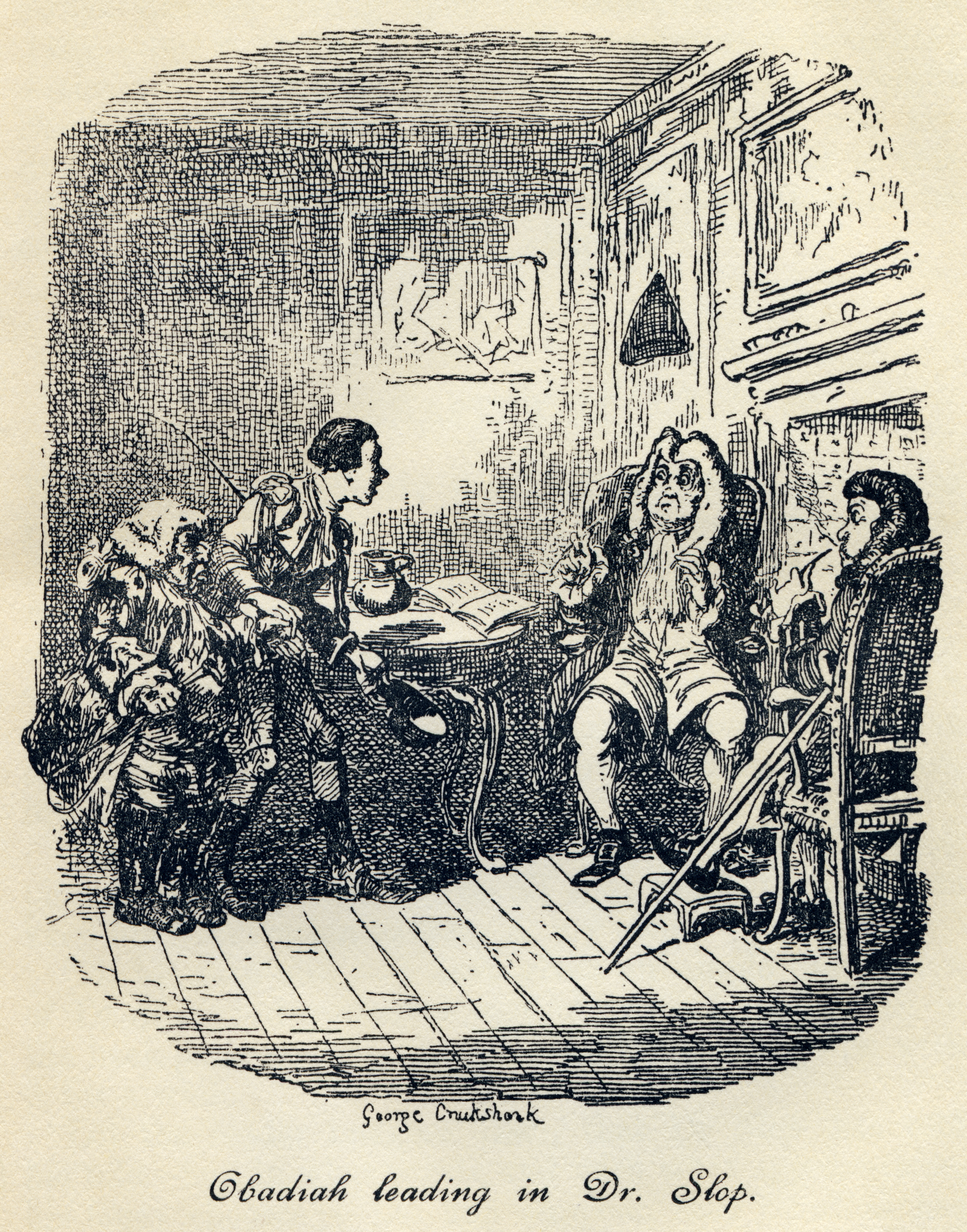
Plate II
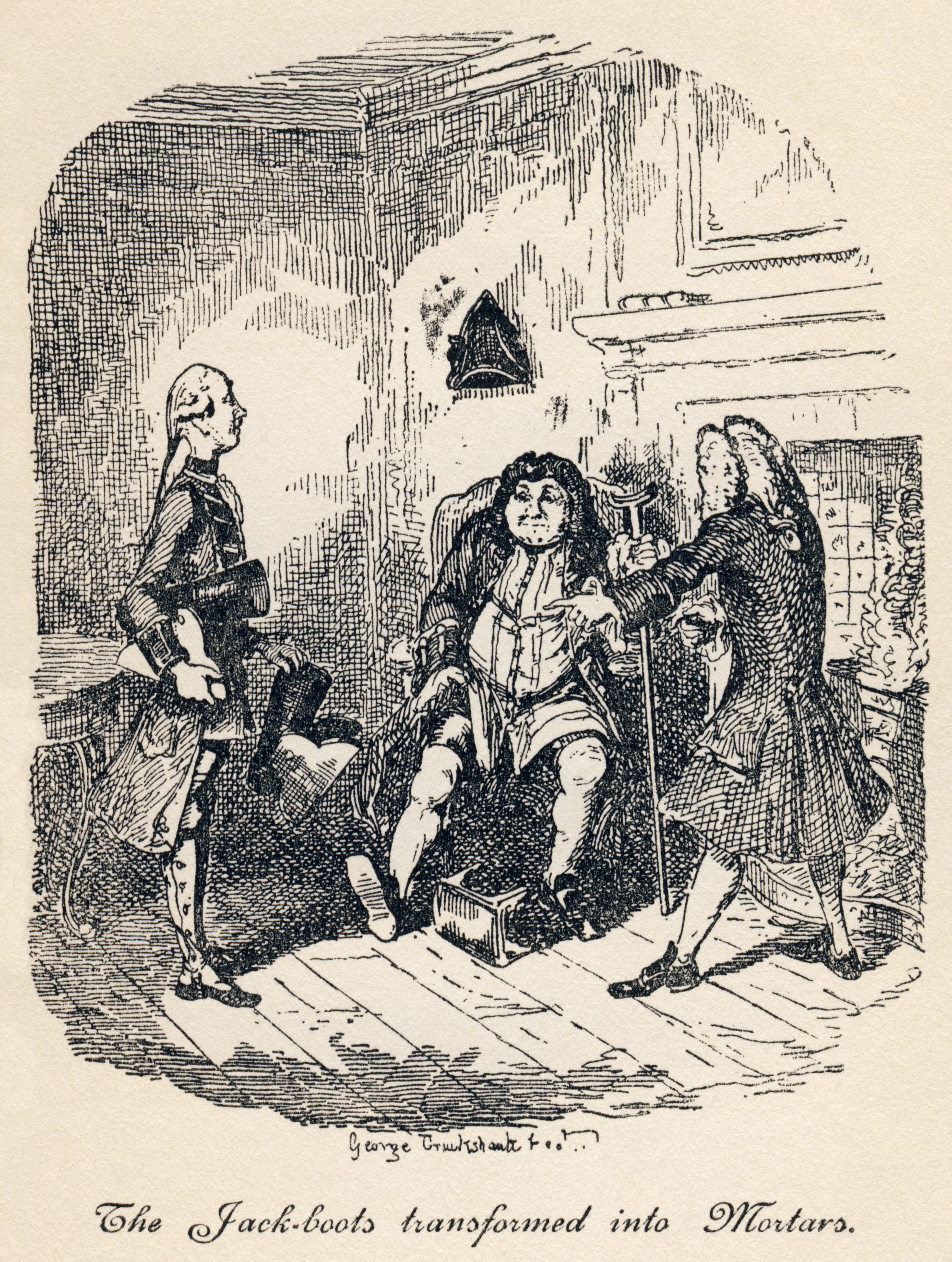
Plate III
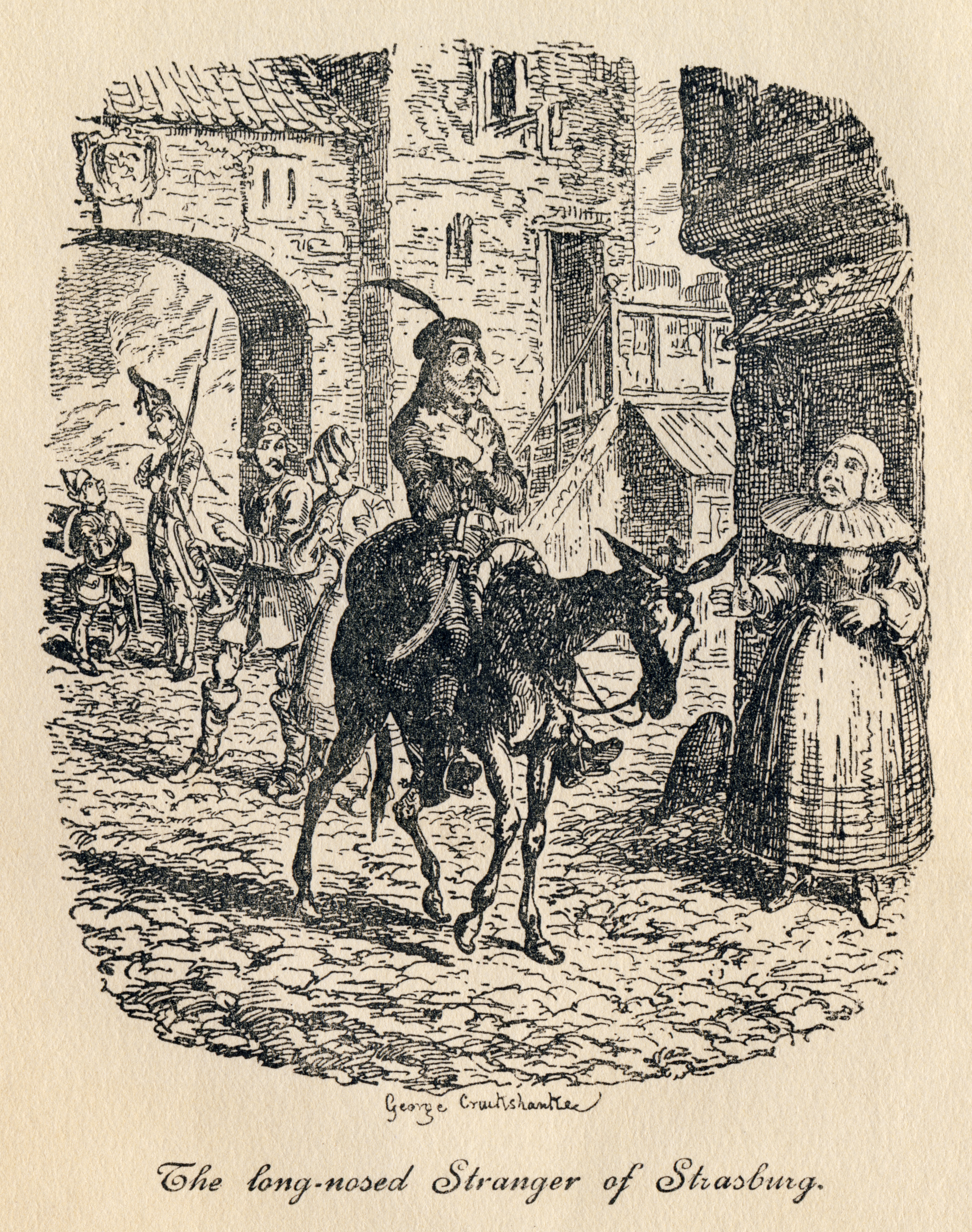
Plate IV
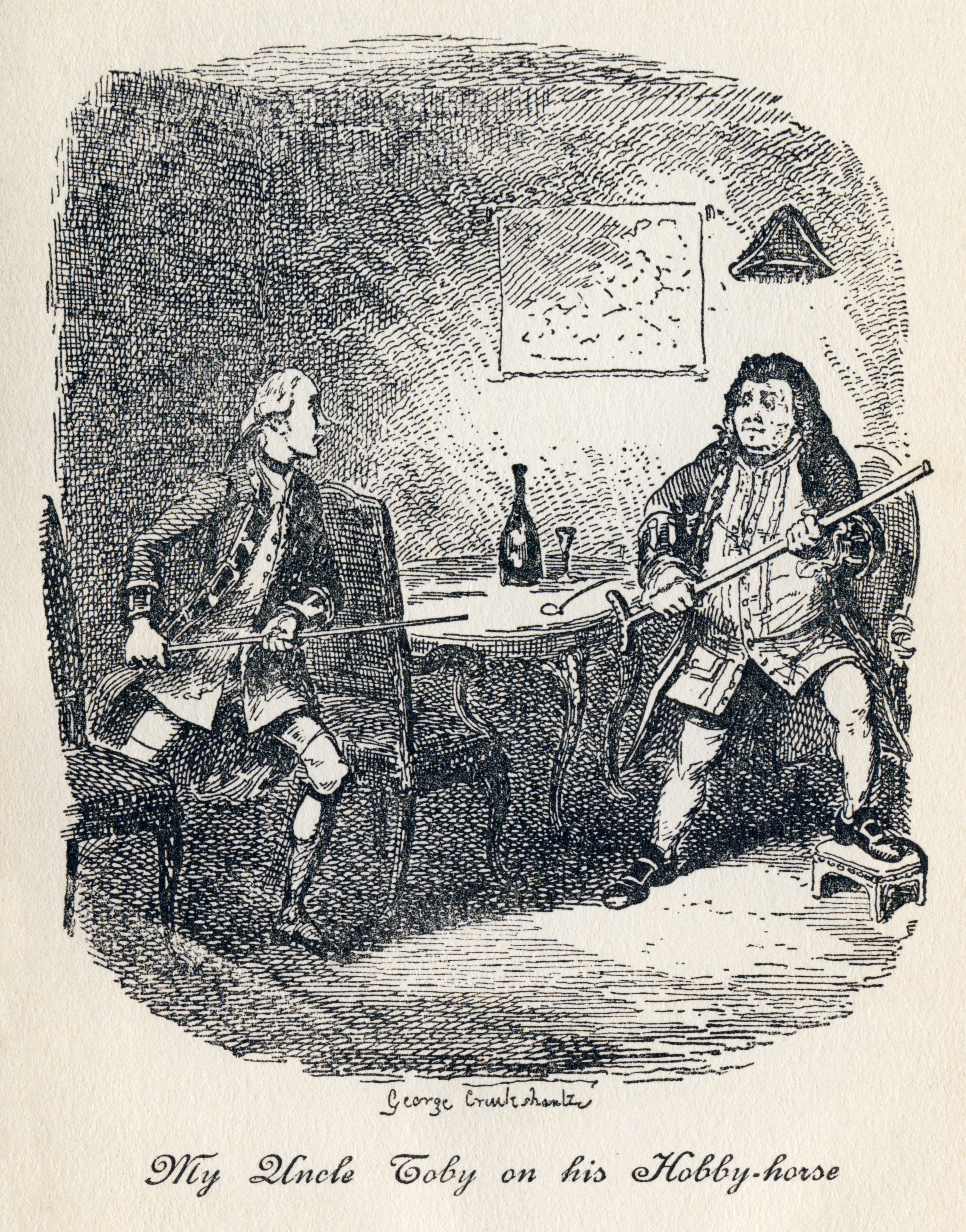
Plate V
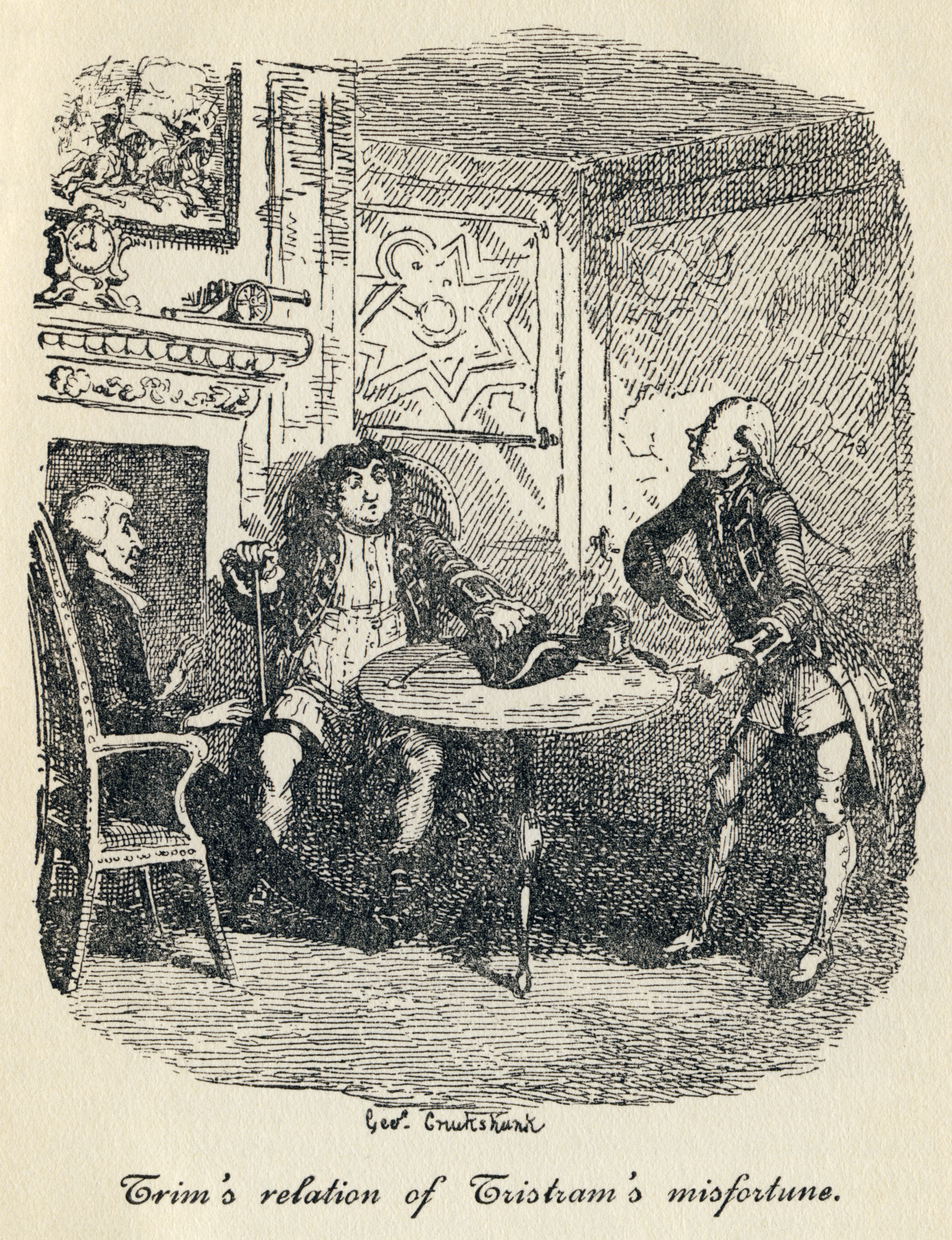
Plate VI
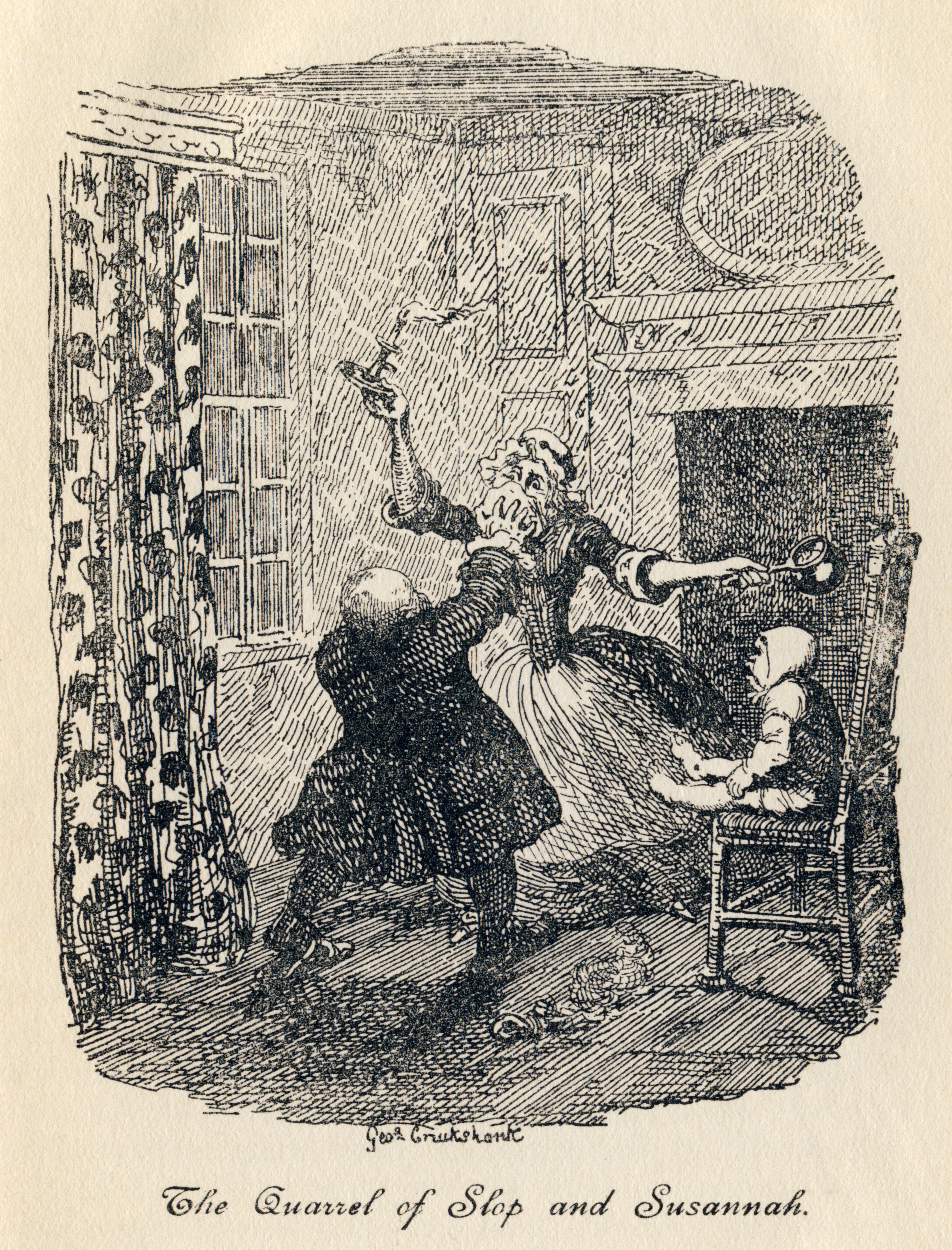
Plate VII
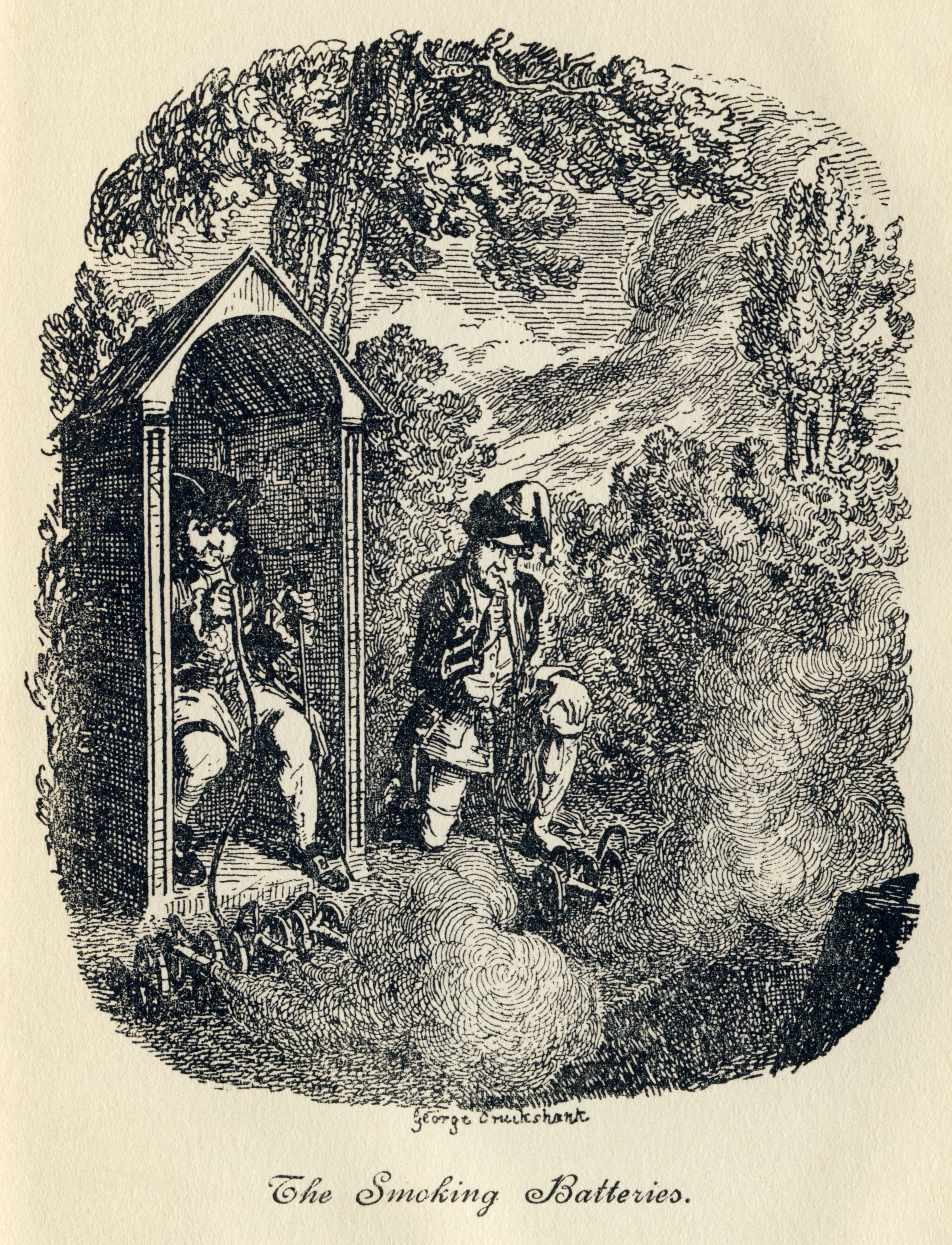
Plate VIII

Altele

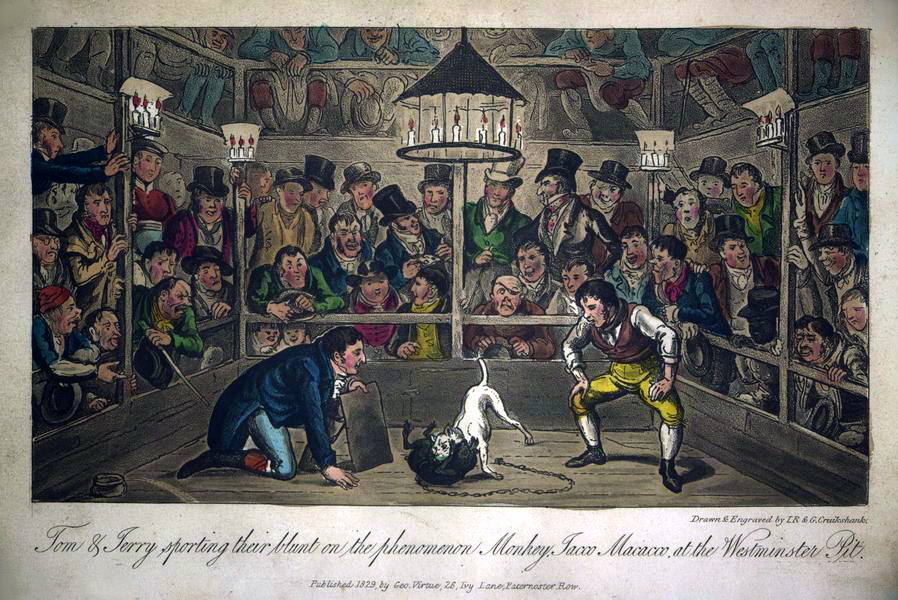
Jacco Macacco în Westminster-Pit 1821.
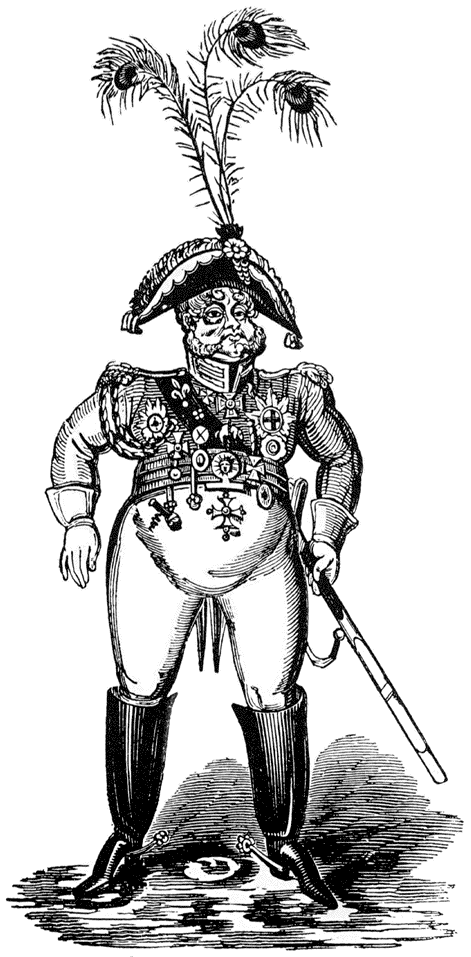
Prințul regent George al IV-lea
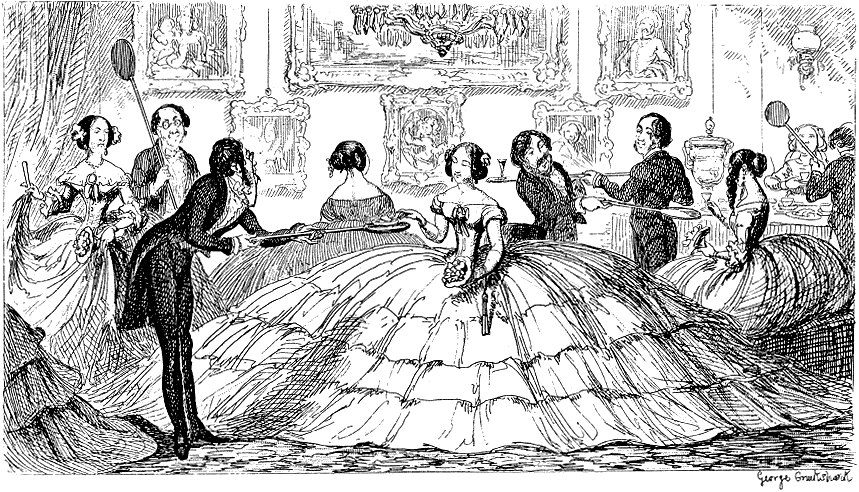
Satirizare timpurie a crinolinei din The Comic Almanack for 1850.
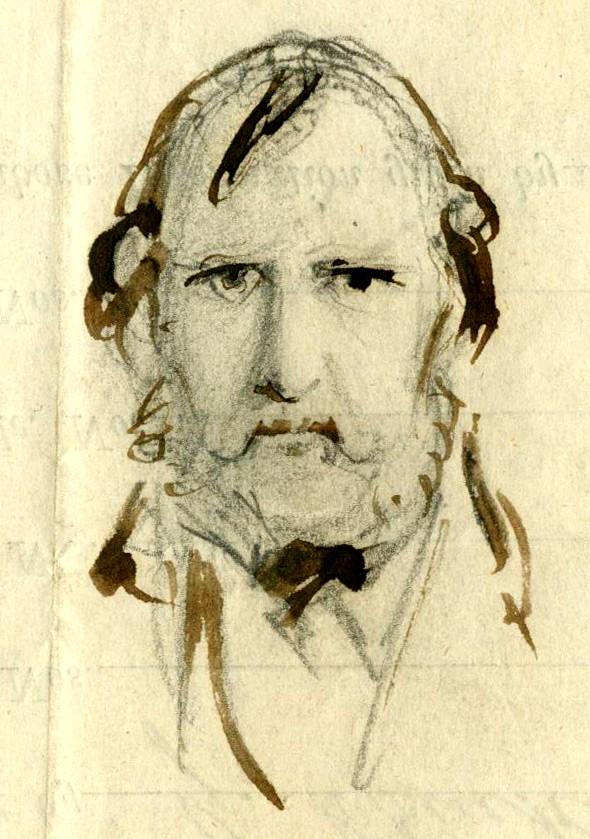
Autoportret.
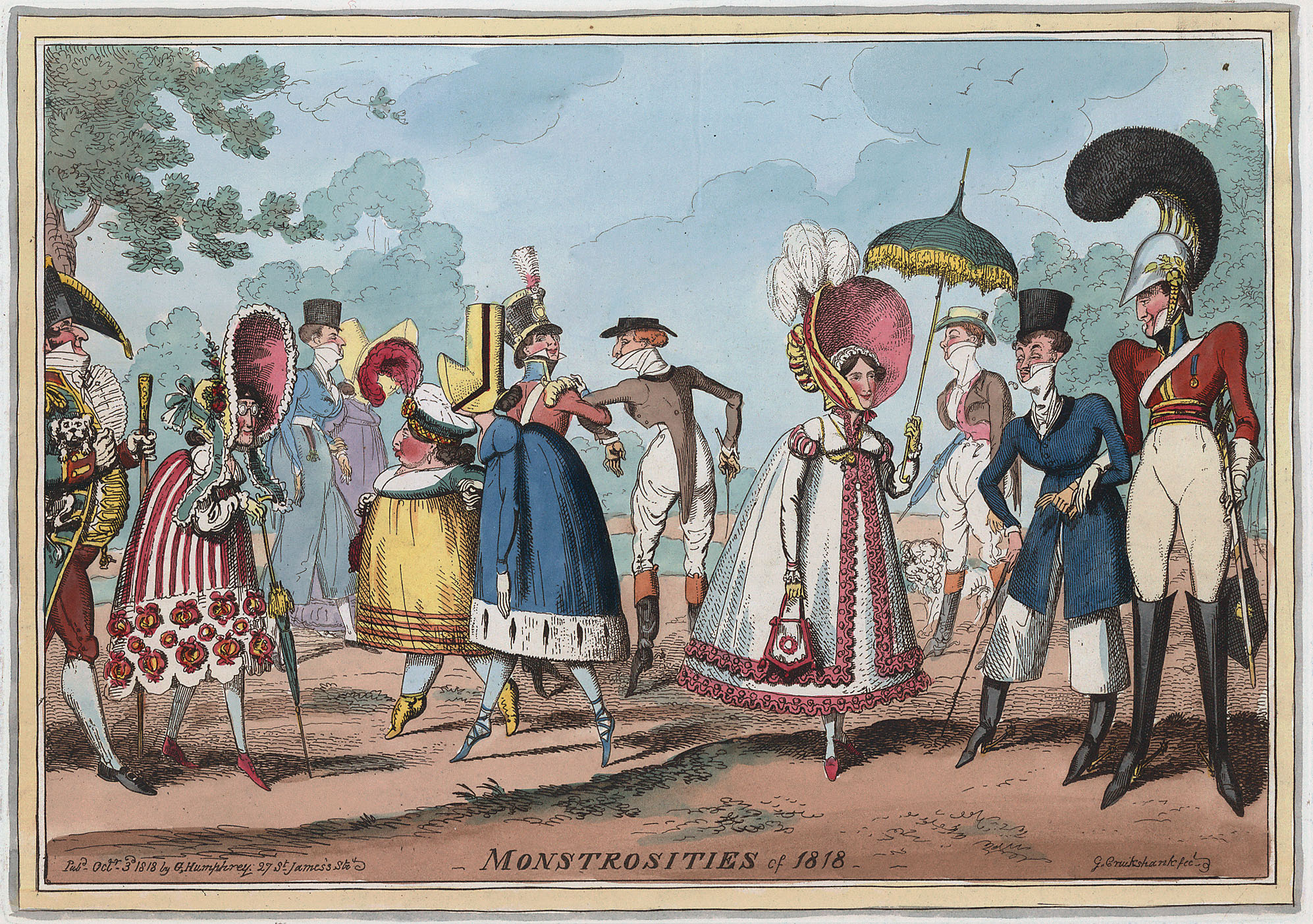
Monstruozități din 1818, stiluri extravagante de îmbrăcăminte pentru bărbați și femei.
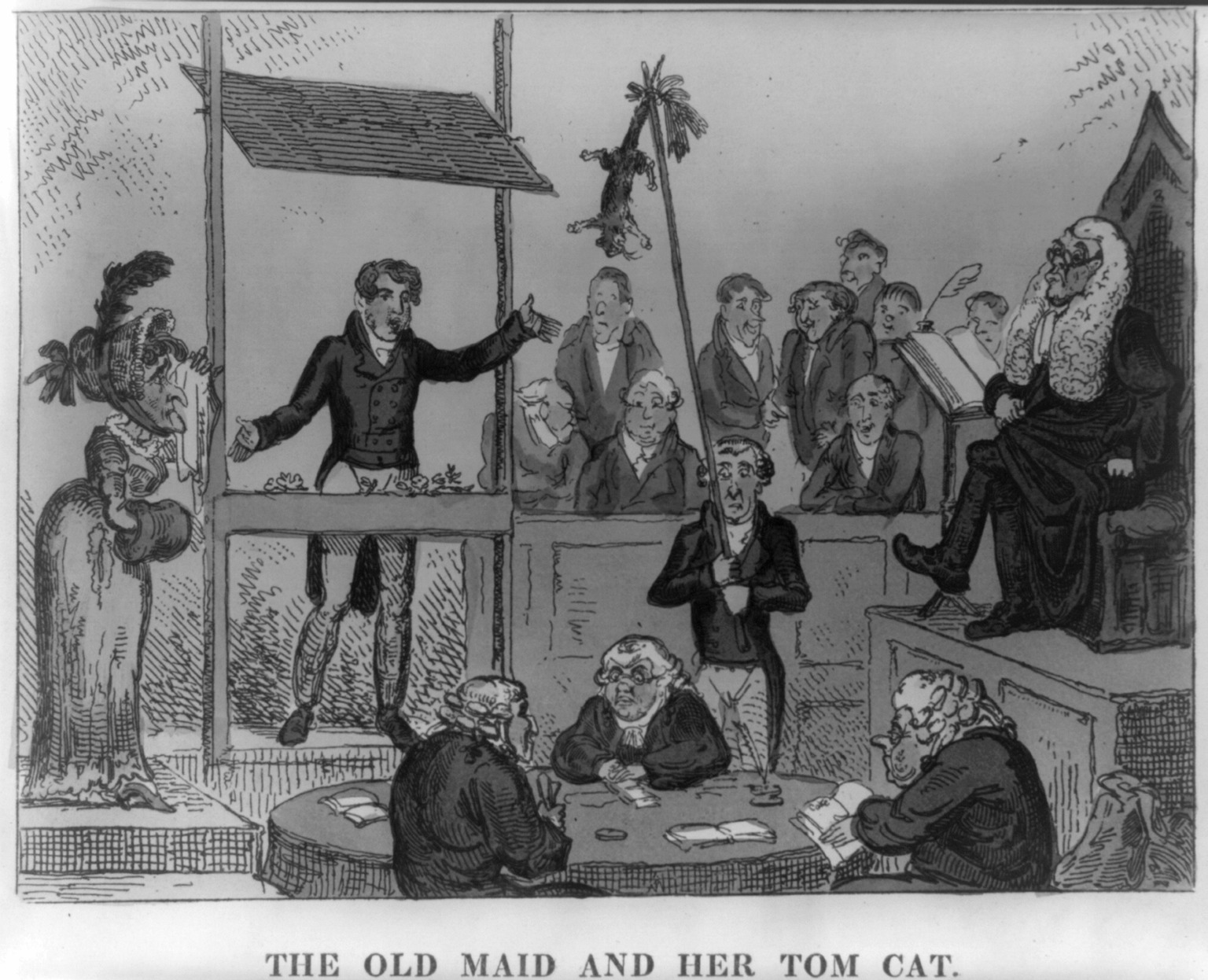
Caricatură a tribunalului Old Bailey
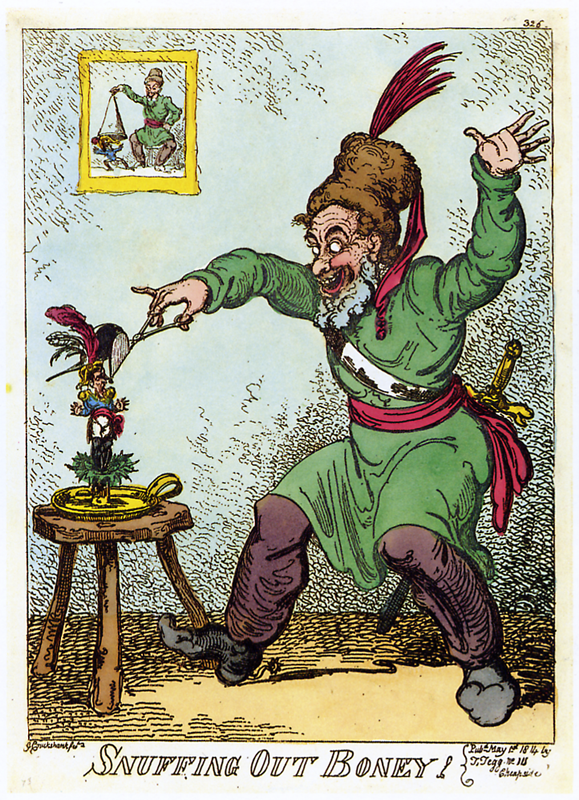
Snuffing out Boney, 1814
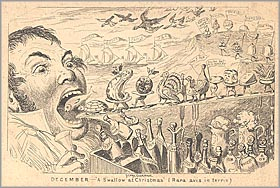
Decembrie – O înghițitură de Crăciun (Rara avis in terris).